# Noisettes
Noisettes er et indie rock band fra London som består af vokalist og bassist Shingai Shoniwa, guitarist Dan Smith, og trommeslager Jamie Morrison.
Noisettes blev dannet i 2003 da Smith og Shoniwa, tidligere vokalist i Sonarfly, mødtes og begyndte at spille og skrive musik sammen. 
I februar 2007 udgav de debutalbummet "What's the time, Mr. Wolf".
Bandet har turneret over store dele af Europa og USA og har varmet op for bands som TV on the Radio, Tom Vek, Babyshambles, Bloc Party, Mystery Jets og Muse. 
The Noisettes spilede på Hove festivalen i 2007.

## Diskografi

### Album
- What's the Time Mr. Wolf? (2007)

### EP
- Three Moods of the Noisettes (2005)